# Nick Bollettieri
Nicholas James Bollettieri, dit Nick Bollettieri, né le 31 juillet 1931 à Pelham dans l'État de New York et mort le 4 décembre 2022, est un entraîneur de tennis américain.
Personnalité influente du monde du tennis, il est membre de l'International Tennis Hall of Fame depuis 2014.

## Biographie
Après avoir servi dans le Corps des Marines des États-Unis, puis abandonné ses études de droit, Nick Bollettieri devient moniteur de tennis en 1956. En 1978, il ouvre sur la côte ouest de la Floride son fameux camp d'entraînement, à Bradenton : la Nick Bollettieri Tennis Academy, connue par la suite sous le nom de IMG Academy. Le complexe comporte 52 courts.
Pour programmer de futurs champions, la méthode de Nick Bollettieri consiste à développer chez ses jeunes élèves une confiance sans limite en eux-mêmes : le fighting spirit. Entre ses mains, les meilleures recrues doivent se plier à une pratique très intensive du jeu, outre une discipline d'inspiration paramilitaire : extinction des feux, horaires fixes, sorties et rencontres familiales limitées, pas de tabac, pas de boissons gazeuses, punitions sévères, inspections des chambrées, etc.. « Il faut que les jeunes s’habituent à ce qu’ils considèrent comme une injustice », aurait-il un jour déclaré. 
On lui doit aussi la célèbre formule : « Un bon mental, c'est à 80 % un bon physique ».
Les détracteurs de Bollettieri lui reprochent son implacable sévérité avec les enfants, trop jeunes pour subir de pareils traitements, lesquels visent surtout à en faire des champions précoces, parfois usés physiquement au bout de quelques années, tel Jimmy Arias pourtant promis à devenir numéro un du circuit ATP , . 
Nick Bollettieri a néanmoins formé, de près ou de loin, nombre de joueurs de classe internationale : Boris Becker, Andre Agassi, Jim Courier, Monica Seles, Martina Hingis, Maria Sharapova ou encore les sœurs Williams.

## Quelques élèves célèbres de son académie
Liste non exhaustive et sous réserve
- Andre Agassi
- Jimmy Arias
- Carling Bassett
- Boris Becker
- Jennifer Capriati
- Jim Courier
- Taylor Dent
- Younès El Aynaoui
- Thomas Enqvist
- Sara Errani
- Mary Joe Fernández
- Tatiana Golovin
- Brian Gottfried
- Tommy Haas
- Daniela Hantuchová
- Ryan Harrison
- Martina Hingis
- Kathleen Horvath
- Jamea Jackson
- Jelena Janković
- Anna Kournikova
- Filip Krajinović
- Michaëlla Krajicek
- Aaron Krickstein
- Michelle Larcher de Brito
- Sabine Lisicki
- Iva Majoli
- Xavier Malisse
- Paul-Henri Mathieu
- Max Mirnyi
- Kei Nishikori
- Mark Philippoussis
- Mary Pierce
- Marcelo Ríos
- Greg Rusedski
- Pete Sampras
- Monica Seles
- Maria Sharapova
- Alexandra Stevenson
- Bernard Tomic
- Nicole Vaidišová
- Serena Williams
- Venus Williams

## Documentaire
- Love Means Zero (Nick Bolletieri, une vie de tennis) , de Jason Kohn, 2017, 90 min[6].